# Monongahela

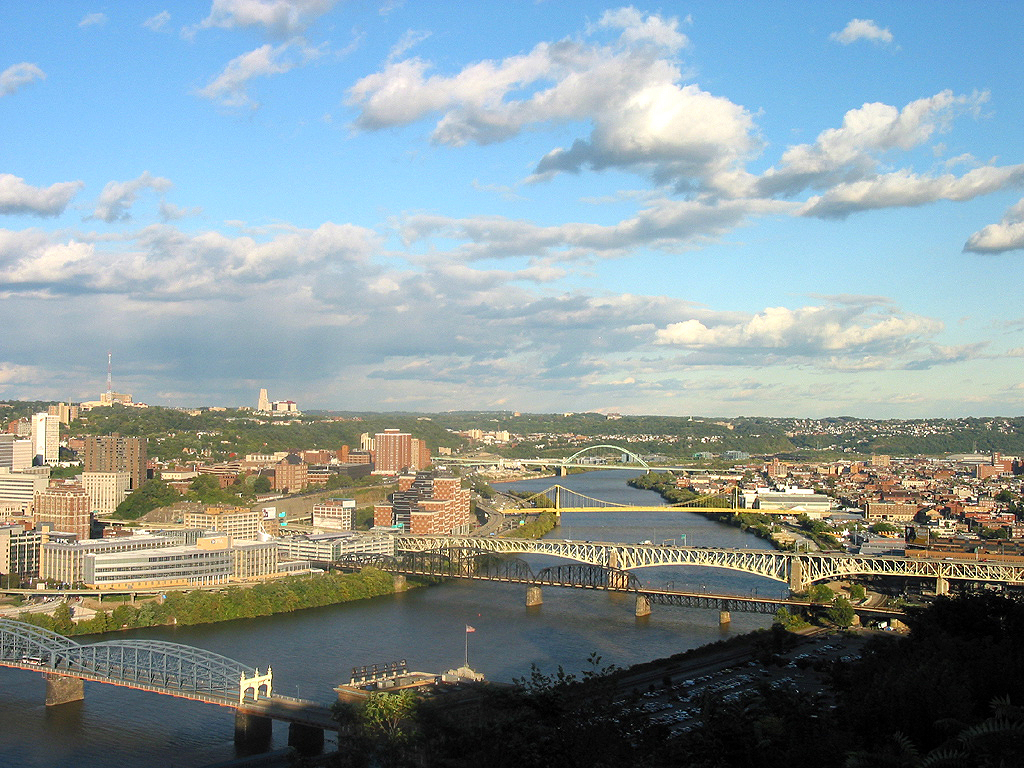
Il fiume Monongahela a Pittsburgh

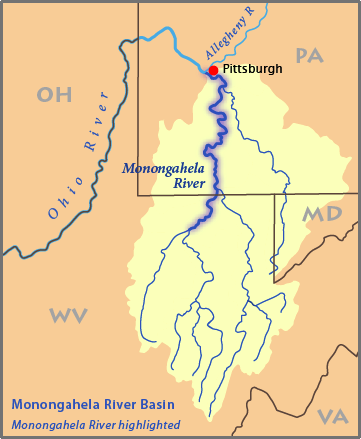
Mappa del fiume

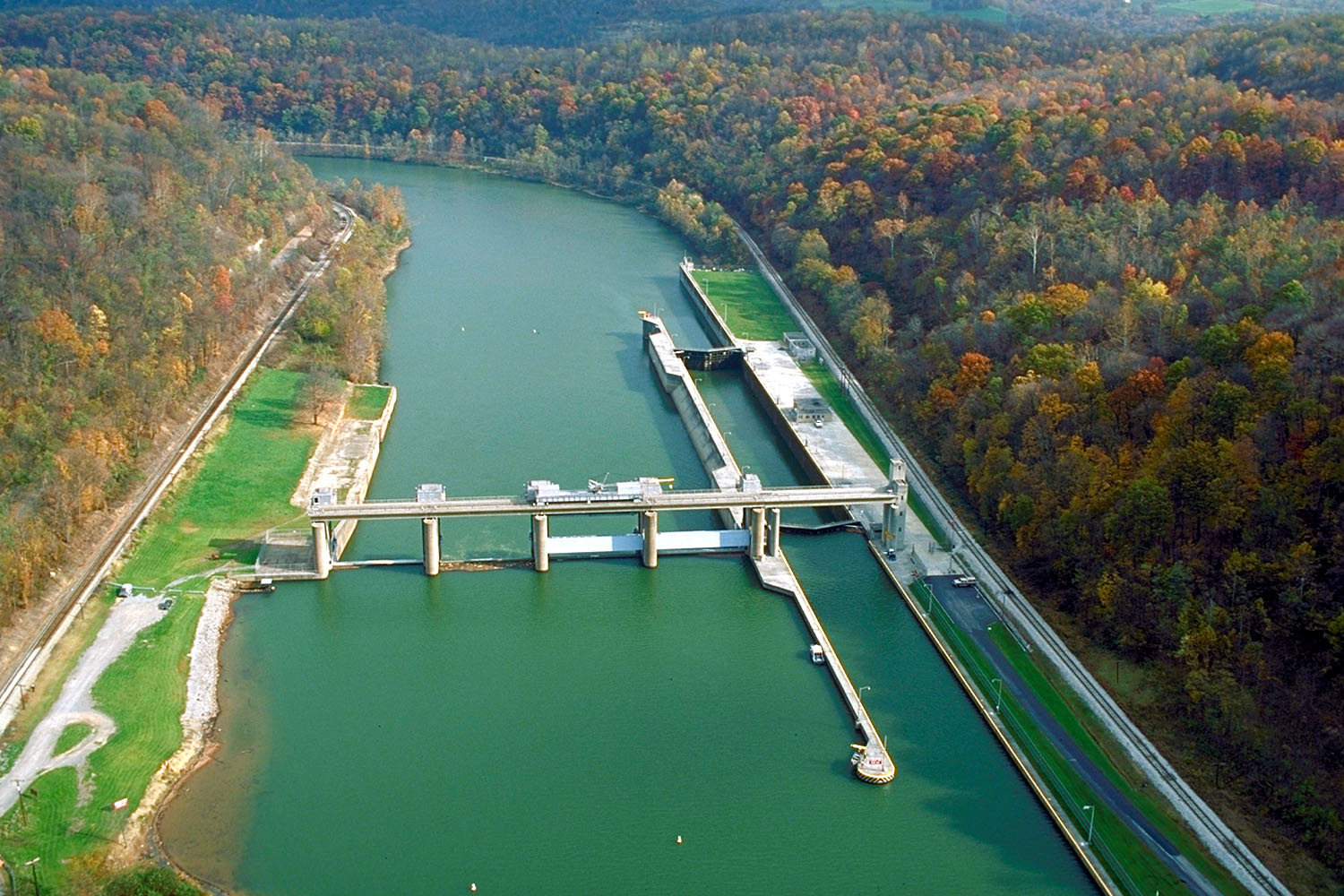
Il fiume Monongahela nella Virginia Occidentale

Il fiume Monongahela (pron.: /məˌnɒnɡəˈhiːlə/) — a cui spesso ci si riferisce localmente come Mon (/ˈmɒn/) è un fiume lungo 210 km della piana di Allegheny nel centro nord dello Stato statunitense del Virginia Occidentale e del sud-ovest della Pennsylvania. Il Monongahela si unisce al fiume Allegheny per formare il fiume Ohio a Pittsburgh.
La sede principale della Chiesa di Gesù Cristo (bickertonita) si trova a Monongahela, in un'area con una forte presenza di italo-americani. Il nome Monongalia è la versione latinizzata della parola nativo-americana Monongahela che significa rive cadenti.

## Varianti del nome
Le varianti inglesi del nome secondo il Geographic Names Information System come fu conosciuto storicamente:
- Malangueulé[1]
- Manaungahela River
- Me-nan-gi-hil-li
- Meh-non-au-au-ge-hel-al
- Mehmannaunringgehlau
- Mehmannauwinggehla
- Mo-hon-ga-ly River

- Mo-hon-galy River
- Mo-hon-gey-e-la River
- Mo-hong-gey-e-la River
- Mohungahala River
- Mohunghala River
- Monaung River
- Monaungahela River

- Monna River
- Monnyahela River
- Monona River
- Mononga River
- Monongahalia River
- Monongahaly River
- Monongaheley River

- Monongahelia River
- Monongalia River
- Monongalo River
- Mononguhela River
- Mononyahela River
- Muddy River